# Lilli Holmer
Lilli Holmer (født 8. november 1928 i København, død 1. juli 1990) var en dansk skuespillerinde.
Oprindelig danserinde, men siden hen skuespilleruddannet på Allé Scenen i 1950 og efterfølgende Det kongelige Teaters Elevskole frem til 1952.
Hun optrådte et par år på flere forskellige københavnske scener inden hun i 1954 giftede sig med skibsreder Jørgen Jensen og trak sig tilbage til privatlivet.
Efter sin mands død 18 år senere, vendte Lilli Holmer tilbage til scenen, primært som cabaretkunstner.
Blandt de teatre hun optrådte på de sidste 10 år af sit liv kan nævnes ABC Teatret, Gentofte Teater og Det Danske Teater.

## Filmografi
- Unge piger forsvinder i København (1951)
- Det er så yndigt at følges ad (1954)
- Der kom en dag (1955)
- Hurra for de blå husarer (1970)
- Tandlæge på sengekanten (1971)
- Rektor på sengekanten (1972)
- Romantik på sengekanten (1973)
- Pigen og drømmeslottet (1974)
- Piger i trøjen (1975)
- Piger i trøjen 2 (1976)
- 17 op (1989)
- Sirup (1990)